# Elliotsmithia longiceps
Elliotsmithia longiceps Broom, 1937 è un tetrapode estinto appartenente ai sinapsidi pelicosauri. Visse nel Permiano medio (Capitaniano, tra 265 e 259 milioni di anni fa) e i suoi resti fossili sono stati ritrovati in Sudafrica.

## Descrizione
Questo animale è noto per uno scheletro parziale, comprendente cranio e mandibole (ma senza gran parte della regione anteorbitale), parte dell'apparato ioideo, vertebre cervicale, frammenti di costole e alcuni osteodermi, e per un altro cranio isolato con alcune vertebre cervicali. Il cranio era piuttosto basso e dotato di grandi orbite allungate. I denti erano aguzzi, fortemente ricurvi e appiattiti lateralmente, ed erano muniti di una seghettatura. Era presente una finestra temporale alta e grande, una barra temporale inferiore stretta e formata dallo jugale e dal quadratojugale, con solo una piccola parte della mascella in contatto.

## Tassonomia
Elliotsmithia longiceps venne descritto per la prima volta da Robert Broom nel 1937, sulla base di fossili ritrovati nella formazione Abrahamskraal in Sudafrica. Elliotsmithia è considerato uno degli ultimi rappresentanti dei pelicosauri, insieme all'assai simile Mesenosaurus della Russia e a Ennatosaurus, un caseide rinvenuto sempre in Russia. Elliotsmithia e Mesenosaurus erano rappresentanti piuttosto primitivi della famiglia dei varanopseidi, un gruppo di pelicosauri solitamente di dimensioni medio - piccole. In particolare, questi due animali potrebbero essere strettamente imparentati con un altro varanopseide più antico vissuto in Nordamerica, Mycterosaurus. Un altro varanopseide strettamente imparentato, sempre proveniente dal Sudafrica, è Heleosaurus. Quest'ultimo, oltre a Elliotsmithia, è l'unico sinapside paleozoico ad essere dotato di un'armatura sopra le vertebre (osteodermi).